# Bruchtest
Der Bruchtest bedeutet in der Kampfkunst das Zerschlagen von massiven Gegenständen (in der Regel Holzbrettern). Bruchtests werden hauptsächlich mit Hand, Ellbogen und Fuß ausgeführt, können aber auch mit anderen Körperteilen erbracht werden. 

## Arten des Bruchtests

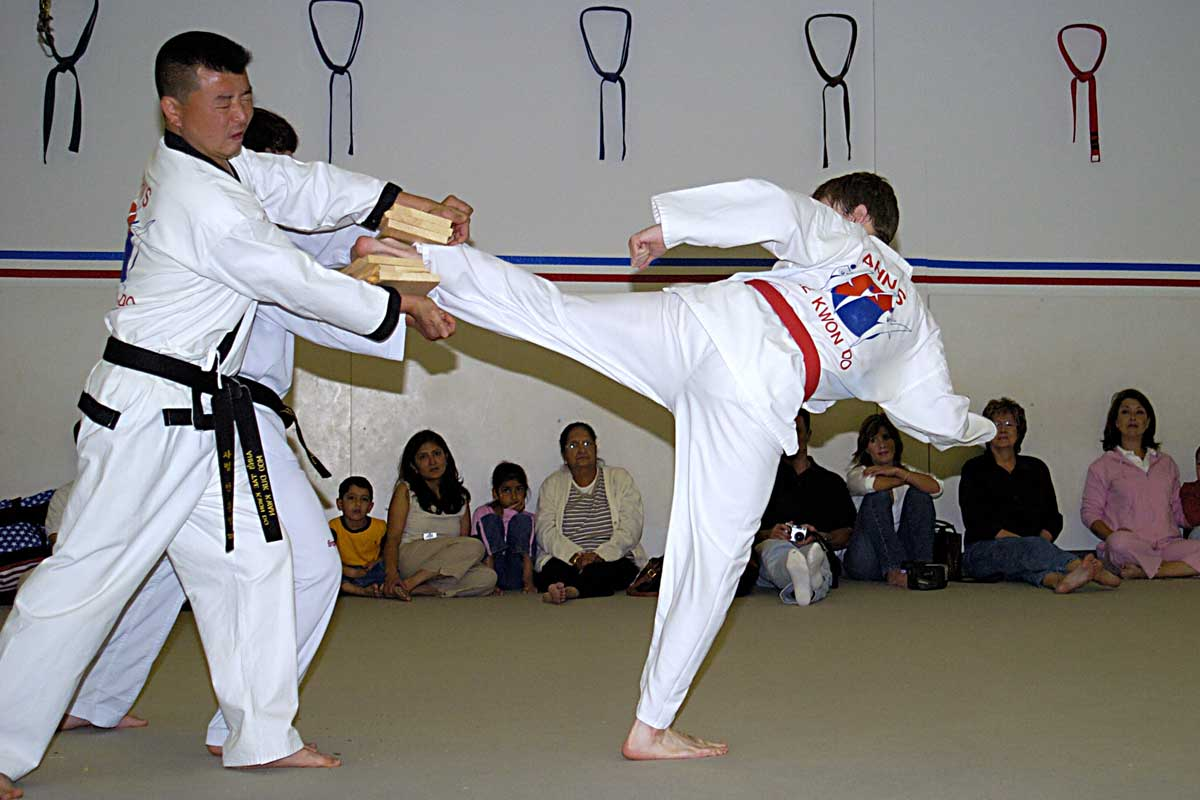
Sportler bei einem Bruchtest

Der einfache Bruchtest ist in vielen Kampfsportarten ein Prüfungsinhalt zum Erreichen eines höhergestellten Grades und erfordert relativ wenig zusätzliches Training. Es wird die Fähigkeit geprüft, die erlernten Techniken mit den damit verbundenen notwendigen Kenntnissen umzusetzen. 
Im Gegensatz dazu zeichnet sich der sogenannte Powerbruchtest durch eine größere Menge an zu durchschlagendem Material oder einer Kombination mehrerer besonders harter Materialien aus. 
Der Artistik-Bruchtest (Akrobatik-Bruchtest) hingegen kombiniert den Bruchtest mit artistischen (akrobatischen) Elementen.
Demgegenüber stellt der Powerbruchtest die sehr publikumswirksame Königsdisziplin dar und krönt oft den Abschluss von Wettbewerbsveranstaltungen im Bereich Kampfsport.

## Voraussetzungen
Die Haupteigenschaften zum Gelingen für einen guten Bruchtest sind
- Kraft
- Schnelligkeit
- Konzentration
- Koordination

Der Ausführende zielt darauf ab, die größte kinetische Energie in der Bewegung genau dann zu erreichen, wenn der zu zerbrechende Gegenstand erreicht wird. Dies sollte am schwächsten Punkt des Materials geschehen. Elastische Stoffe können dabei zunächst Energie absorbieren, ohne zu zerbrechen. Nicht elastische Stoffe wie Gasbeton und Dachziegel brechen hingegen schon früher. 
Dank neuester Messmethoden ist man in der Lage, die Wirkung einer Atemi-Technik in einem Bruchtest auch zu messen.

## Material
Vorrangig ist bei der Ausübung eines Bruchtestes besonderer Wert auf die Vorbereitung und natürlich die Auswahl des Bruchtestmaterials zu legen. Dabei sollte alles genau auf die ausgeführte Technik und die Leistungsfähigkeit des Ausführenden abgestimmt werden. Scheitert eine Technik am falschen Material oder durch unsachgemäßes Halten, so kann das bei allen Beteiligten zu schweren Verletzungen führen.
Meistens werden Bretter aus Fichtenholz mit den Maßen 30 × 30 cm verwendet. Diese weisen in der Regel eine Stärke von 1,8 cm auf.
Kinder sollten vor dem Schluss der Epiphysenfugen keinesfalls Bruchtests durchführen, da es zur Schädigung der Epiphyse und zum Wachstumsstopp an dem betroffenen Knochen kommen kann.

## Spezielles
Im Vergleich zu massiven Holzbrettern brechen die oftmals verwendeten Porenbetonplatten viel früher und erfordern einen erheblich geringeren Kraftaufwand. Auch hier werden zur Minimierung des Kraftaufwandes oftmals Distanzstücke verwendet.
Es gibt zwar diverse Haltevorrichtungen, bei manchen Bruchtests werden die Materialien jedoch von Helfern gehalten. Hier sollte man im Vorfeld mit den Helfern seine Technik und alle relevanten Punkte, die zu beachten sind, besprechen (z. B. Gesicht abwenden, nicht wackeln usw.).
Oft werden auch Geschwindigkeits-Bruchtests vorgeführt. Hierbei ist es unter anderem auch üblich, das Material frei hinzustellen, nur sehr lose zu lagern oder sogar hochzuwerfen.
Beim Werfen muss auf die einwandfreie Flugbahn des Objektes geachtet werden, denn ein umhertrudelndes Objekt würde nicht nur den Bruchtest misslingen lassen, sondern es besteht zudem eine enorme Verletzungsgefahr für alle Anwesenden.

## Die einzelnen Phasen eines Bruchtests

Treffpunkt fixieren
Ausholen
Treffen
Durchstoßen
Arretieren